# 삼화동
삼화동(三和洞)은 대한민국 강원특별자치도 동해시의 행정동이다. 90.36 km2로 동해시에서 가장 면적이 넓지만, 인구는 2015년 12월 말 주민등록 기준으로 동해시의 행정동 중 가장 인구가 적은 3,497 명이며, 강릉시, 정선군, 삼척시와 각각 접경을 하고 있다.

## 개요
삼화동은 1914년 도하, 도상, 견박 3개면이 합쳐서 삼화면으로 승격한 곳이다. 1945년 7월 1일 북삼면에서 북평읍으로 승격되었고, 1980년 4월 1일 북평읍의 의 3개리(삼화, 이로, 이기)가 동해시 삼화동으로 통합되었다. 이후 1998년 11월 2일 삼흥동과 삼화동이 통합되어 현재에 이르고 있다.

## 법정동
- 삼화동 (三和洞)
- 이기동 (耳基洞)
- 이로동 (泥老洞)
- 신흥동 (新興洞)
- 비천동 (飛川洞)
- 달방동 (達芳洞)

## 교육
- 삼화초등학교 (이로동)
  - 삼흥분교 (폐교) - 서동로 853 (신흥동)